# Center za proučevanje družbene blaginje
Center za proučevanje družbene blaginje (kratica CPDB) je raziskovalna enota, ki deluje v sklopu Inštituta za družbene vede Fakultete za družbene vede v Ljubljani; center je bil ustanovljen leta 1984.
Center izvaja številne raziskave na različnih področjih družbene blaginje. Trenutni vodja centra je dr. Srna Mandič.